# Claude A. Simard
Pour les articles homonymes, voir Simard.
Claude Alphonse Simard (9 juillet 1943 - 15 septembre 2014, ville de Québec) est un peintre canadien dont les toiles vivement colorées représentent des scènes de jardins floraux, de paysages, de natures mortes, de patinoires et de personnages.

## Carrière
- Études au Ontario College of Art[2] de 1962 à 1966 et apprentissage chez British Motor Corporation en Angleterre en 1965.
- Élu membre de l'Académie royale des arts du Canada[3] en 1981.
- Membre fondateur de la Société des graphistes du Québec et auteur du code d’éthique et responsable des communications et du design à La Maison Simons à Québec de 1966 à 1973.
- Président du groupe Communikart Designers de 1973 à 1984.
- Professeur titulaire à l'Université Laval de 1984 à 2001.

## Œuvre
- Soixante sérigraphies éditées depuis 1974[4].
- Huit timbres-poste pour Postes Canada[5].
- Diverses cartes  publiées par l'Unicef, Hallmark[6] et les Cartes Pôle nord[7].

## Expositions
Claude A. Simard a présenté 35 expositions individuelles depuis 1974 dont : 
- Paris, à l’Orangerie du château de Bagatelle, 1991 ;
- Montréal, Galerie Walter Klinkhoff, 2001, 2002, 2005, 2009, 2011 ;
- Calgary, Masters Gallery, 2000, 2004, 2006, 2011, 2013 ;
- Toronto, Roberts Gallery, 1998, 2014 ;
- Québec, Galerie Perreault, 2011.

On peut voir ses œuvres à Toronto, Montréal, Calgary, Edmonton, Victoria, Québec, Sainte-Adèle et Baie-Saint-Paul.

## Publications
- Claude A. Simard par André Juneau, Presses de L’U.L., 1991, 103 p.
- Jardins Passions par Claude A. Simard, 1999, 111 p.
- Inspiration[8] par Claude A. Simard, 2011, 128 p.